# (74028) 1998 HR18
(74028) 1998 HR18 – planetoida z pasa głównego asteroid okrążająca Słońce w ciągu 3,7 lat w średniej odległości 2,39 j.a. Odkryta 18 kwietnia 1998 roku.